# Чижевский, Леонид Васильевич

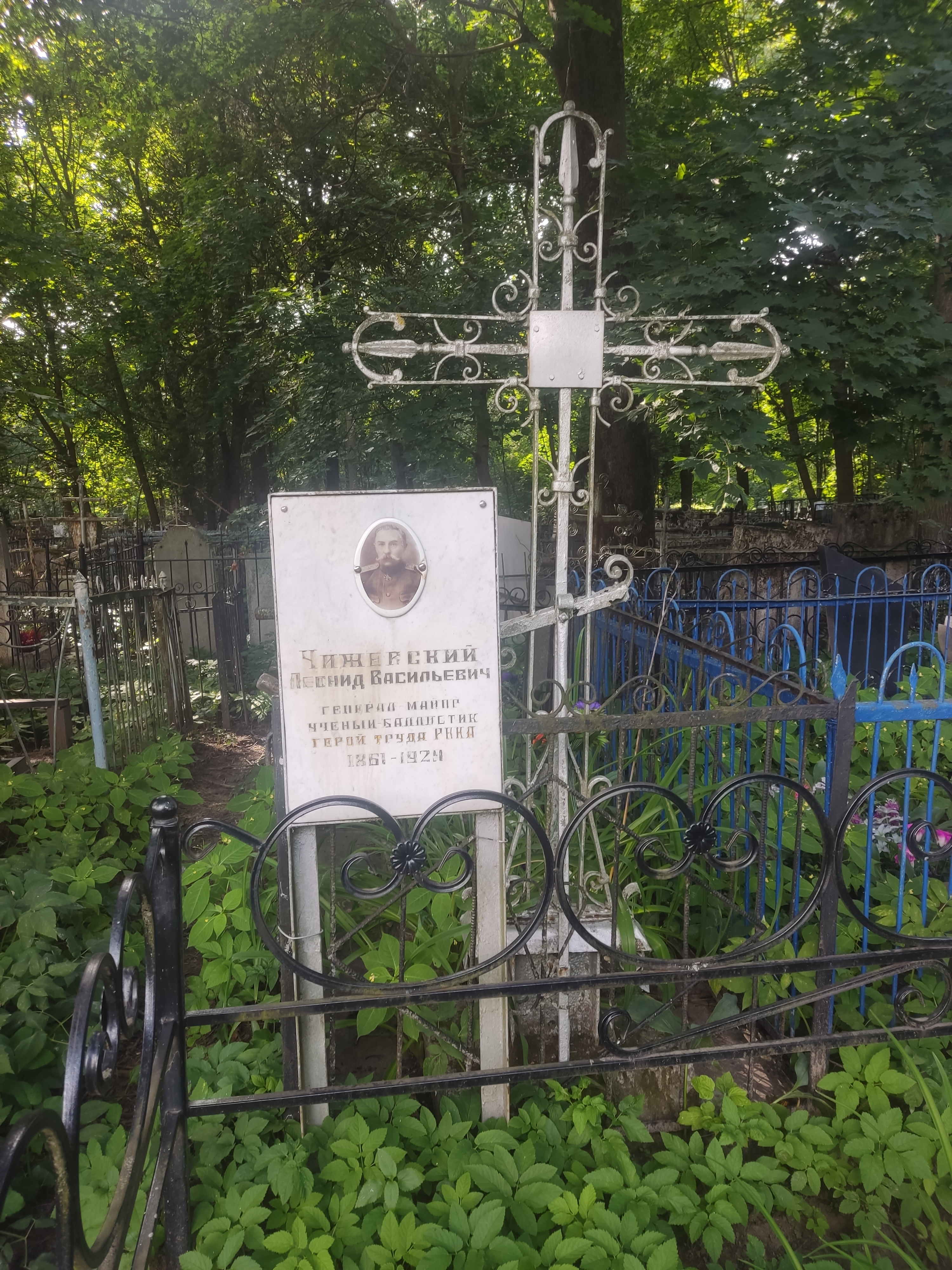
Могила Леонида Васильевича Чижевского на Пятницком кладбище Калуги

Леонид Васильевич Чижевский (13 января 1861, Киев — 14 апреля 1929, Калуга) — русский и советский военнослужащий, изобретатель-артиллерист, создатель командирского угломера для стрельбы с закрытых позиций и прибора для разрушения проволочных заграждений, генерал-майор артиллерии Царской армии. Отец Александра Леонидовича Чижевского (1897—1964), советского учёного, одного из основателей космического естествознания, основоположника космической биологии и гелиобиологии. Герой Труда (1928).

## Биография
- 1861 — 13 января родился[1] в городе Киеве, православный.
- Образование получил в 1-й Московской военной гимназии. В службу вступил 31 августа 1878.
- 1880 — Выпущен прапорщиком (ст. 8 августа 1880) в 4-ю артиллерийскую бригаду. Начинает заниматься ракетным оружием. В течение многих лет проводит эксперименты с ракетными конструкциями генерала К. И. Константинова, усовершенствованными им, но вынужден был прекратить (приблизительно до 1915 года), не получив поддержки Артиллерийского комитета.
- 1881 — окончил Александровское военное училище. 24 октября присвоен чин подпоручика.
- 1885 — 8 августа присвоен чин поручика. Изобрёл «командирский угломер» для стрельбы артиллерии по невидимой цели с закрытых позиций[2], позволяющий вести параллельный (веерный) огонь по невидимой цели. Затем неоднократно производил усовершенствования угломера и методики его использования, о чём сообщал в публикациях в «Артиллерийском журнале».
- 1891 — 25 декабря присваивается звание штабс-капитана.
- 1896 — 15 апреля женился на Надежде Александровне Невиандт (1875—1898) — сестре члена IV Государственной думы от Полтавской губернии К. А. Невиандта, племяннице генерал-майора, военного инженера, участника Крымской войны, заведующего Зимним двором А. П. Дельсаля, двоюродной сестре русского генерала, впоследствии героя I-й мировой войны П. А. Дельсаля. 28 июля присваивается звание капитана.
- 1897 — родился сын Александр Леонидович Чижевский[1] (1897—1964) — выдающийся русский учёный, биофизик, основоположник гелиобиологии и аэроионификации, философ, поэт и художник, в то время Леонид Васильевич проходил службу в посаде Цехановец в Польше.
- 1904 — 11 октября присваивается звание подполковника.
- 1906 — декабрь. Леонида Васильевича переводят на службу в город Белу, Седлецкой губернии (ныне в составе Республики Польша).
- 1911 — командирский угломер был введён в правила стрельбы.
- 1913 — Л. В. Чижевский получает назначение в город Калуга командиром 1-го дивизиона 3-й артиллерийской бригады (с 29 января 1913). Присвоено звание полковника.
- 1914—1918 — во время I-й мировой войны командовал 125-й артиллерийской бригадой на Юго-Западном фронте (Галиция).
- 1915—1916 — по его рекомендации в действующей армии идея применения ракет получила воплощение в боевой обстановке в ряде артиллерийских и авиационных частей.
- 1916 — получает звание генерал-майор артиллерии.
- 1917 — был и. о. инспектора артиллерии гвардейского кавалерийского корпуса.
- 1918—1919 — вступает в Красную Армию, был начальником командных пехотных курсов (курсов красных командиров) в Калуге.
- 1929 — скончался 14 апреля, похоронен в городе Калуга на Пятницком кладбище, участок № 5.

## Семья
Род Чижевских ведёт своё начало от Петра Лазаревича Чижевского, придворного «тенориста», которому императрица Елизавета Петровна в 1743 году пожаловала потомственное дворянство.
- Мать — Елизавета Семёновна (ур. Облачинская) (1828—1910) — внучатая племянница П. С. Нахимова.
- Сестра — Ольга Васильевна Чижевская-Лесли (1863—1927), после смерти жены Леонида Васильевича, с 1899 года до конца жизни жила в семье брата.
- Жена — Надежда Александровна Чижевская (ур. Невиандт)[1] (1875—1898) — сестра члена IV Государственной думы от Полтавской губернии К. А. Невиандта, племянница генерал-майора, военного инженера, участника Крымской войны, заведующего Зимним дворцом А. П. Дельсаля, двоюродная сестра русского генерала, впоследствии героя I-й мировой войны П. А. Дельсаля. Умерла от туберкулёза, когда их сыну был 1 год и 1 месяц.
- Сын — Александр Леонидович Чижевский (1897—1964) — советский учёный.
- Правнук — С. И. Кусков (1956—2008) — известный российский куратор и арт-критик.

## Награды
- нагрудный вензельный знак в память 50-летнего юбилея Великого Князя Михаила Николаевича,
- Медаль «В память царствования императора Александра III»;
- Орден Святого Станислава III ст. (1891), II ст. (1905), мечами к нему (1916),
- Орден Святой Анны IV ст. с надписью «За храбрость» (1916), III ст. (1896), II ст. (1909), мечами к нему (1915),
- Орден Святого Владимира IV ст. (1912), мечами и бантом к нему (1915), III ст. с мечами (1915);
- Орден Святого Георгия IV ст. (1916)[источник не указан 959 дней];
- Герой Труда (Постановление ЦИК СССР от 22 февраля 1928).

## Сочинения
- О параллельном направлении орудий батареи при стрельбе с угломером по невидимой для наводчика цели // Артиллерийский журнал. 1903. № 2. — С. 155—164
- Командирский угломер // Артиллерийский журнал. 1904. № 2. — С. 149—152
- Подготовка к позиции к ночной стрельбе полевой батареи // Артиллерийский журнал. 1911, № 8. — С. 805—810
- По поводу статьи К. Оберучева «Наконец-то!» // Артиллерийский журнал. 1911. № 8. — С. 811—817
- От чего проигрываются кампании. — Варшава, 1912

## Увековечение памяти
- В Калуге в 2000 году в доме Чижевских открыт научно-мемориальный и культурный центр А. Л. Чижевского. В 2010 году после капитального ремонта и восстановления здания открыт дом-музей учёного, создана новая выставка[3].
- В 1989 году в Калужском государственном университете им. К. Э. Циолковского открыта комната памяти учёного[4], где представлены материалы о Леониде Васильевиче.